# Eudy Simelane
Eudy Simelane (* 11. März 1977 in KwaThema, Springs; † 28. April 2008 ebenda) war eine südafrikanische Fußball-Nationalspielerin und Aktivistin der LGBT-Bewegung. Simelane, die offen lesbisch war, wurde im April 2008 vergewaltigt und mit 25 Messerstichen ermordet. Das Gericht verurteilte zwei der vier Angeklagten zu hohen Gefängnisstrafen, allerdings ohne die Tat als Corrective rape zu werten.